# Ana y Bruno
Ana y Bruno (estilizado como Ana & Bruno) es una película de animación mexicana de 2018 dirigida por Carlos Carrera y basada en la novela Ana escrita por Daniel Emil. Fue producida por Lo Coloco Films en asociación con Altavista Films y en coproducción con Ítaca Films y Ánima Estudios, con animación realizada por Discreet Arts Productions de India.
Después de 13 años de producción (5 de escritura de guion, 2 de búsqueda de financiamiento, 3 de producción y 3 de lanzamiento), la película fue estrenada en México el 31 de agosto de 2018, recibiendo revisiones favorables. Es considerada como la película animada más cara en la industria de cine mexicano con un presupuesto de $104 millones MXN (est. $5.35 millones USD).
La película ha ganado tres premios a mejor película animada, incluyendo uno de la 61.a edición de los Premios Ariel en donde la película también ganó las nominaciones a "Mejor guion adaptado" y "Mejor música".
En el año 2023 fue considerada como una de las 20 mejores películas internacionales de la década 2010-2019.

## Trama
Ana es una curiosa niña que escapa de una clínica psiquiátrica en busca de su padre para salvar a su madre. Con la ayuda de extraños y divertidos seres fantásticos, que conoce en ese lugar, emprende un viaje lleno de emocionantes y conmovedoras aventuras.
La trama es una aventura mezclada con suspenso, drama, sentido del humor y un poco de terror en la que Ana descubre quien es ella en realidad y cómo liberar a su mamá y salvar a su familia.

## Reparto de voces
- Galia Mayer como Ana
- Marina de Tavira como Carmen
- Damián Alcázar como Ricardo
- Armando Ürtusuaztegui como Bruno
- Julieta Egurrola como Martita
- Regina Orozco como Rosi
- Héctor Bonilla como Dr. Méndez
- Daniel Carrera Pasternac como Daniel

## Estreno
La película obtuvo su debut en el Festival Internacional de Cine de Animación de Annecy el 17 de junio de 2017, y más tarde en el Festival Internacional de Cine de Morelia el 28 de octubre de 2017.
La película fue estrenada en los cines de México el 31 de agosto de 2018, siendo distribuida por Corazón Films. Después fue estrenada de forma exclusiva en la plataforma de streaming, Pantaya en los Estados Unidos con subtítulos en inglés.
Mientras tanto en Reino Unido la película fue llevada a cines con doblaje al inglés de la mano de Front Row Filmed Entertainment y tuvo su estreno el día 25 de octubre.

### Taquilla
Ana y Bruno debutó en el puesto 6, recaudando $16.8 millones de pesos en su primera semana, destacando en la taquilla nacional. Recaudó un total de $ 21.3 millones de pesos (est. $ 1.1 millones de dólares)

## Recepción
Antes de su estreno, la película había recibido elogios de otros aclamados directores de cine mexicanos, incluyendo Alfonso Cuarón y Guillermo del Toro. La película recibió reseñas favorables por parte de los críticos tras su estreno, muchos alabando la historia y temática, mientras la crítica se centró en la animación y contenido. En Rotten Tomatoes, la película actualmente tiene un rating de 71% "Fresh".

### Controversia
A pesar de la retroalimentación favorable, la película también fue criticada por algunos padres que la consideraron "inadecuada" para los niños.

## Premios y nominaciones
| Año  | Premio                | Categoría                                      | Candidatos                         | Resultado | Ref    |
| ---- | --------------------- | ---------------------------------------------- | ---------------------------------- | --------- | ------ |
| 2018 | 15.º Premios CANACINE | Mejor Película de Animación                    | Ana y Bruno                        | Ganador   | [ 10 ] |
| 2019 | 2018 Premios Quirino  | Mejor Largometraje de Animación Iberoamericano | Carlos Carrera                     | Ganador   | [ 11 ] |
| 2019 | 61.º Premio Ariel     | Mejor guion adaptado                           | Daniel Emil, Flavio González Mello | Nominado  | [ 12 ] |
| 2019 | 61.º Premio Ariel     | Mejor largometraje animado                     | Carlos Carrera                     | Ganador   | [ 12 ] |
| 2019 | 61.º Premio Ariel     | Música original                                | Victor Hernández Stumpfhauser      | Nominado  | [ 12 ] |